# Anomacanthus
- Commons
- Wikispecies

Anomacanthus R.D.Good, segundo o Sistema APG II, é um gênero botânico da família Acanthaceae, natural do Zaire e Angola.

## Sinonímia
- Gilletiella De Wild. & T.Durand

## Espécies
Apresenta somente duas espécies:
- Anomacanthus congolanus
- Anomacanthus drupaceus

## Classificação do gênero
| Sistema | Classificação                       | Referência            |
| ------- | ----------------------------------- | --------------------- |
| APG II  | Ordem Lamiales, família Acanthaceae | APweb, versão 9, 2008 |